# کوته‌نوشت بازگشتی
کوته‌نوشت بازگشتی (به انگلیسی: Recursive acronym) کوته‌نوشتی است که به خودش اشاره می‌کند. در علم رایانش، یک سنت اولیه در جامعهٔ هکرها (مخصوصاً در دانشگاه ام.آی.تی) این بود که عبارات مخففی را استفاده کنند که به‌طور طنزآمیز به خودشان یا سایر عبارات مخفف اشاره می‌کنند.

## مثال‌هایی از کوته‌نوشت بازگشتی
GNU — GNU's Not Unix
WINE — WINE Is Not an Emulator
PHP — PHP: Hypertext Preprocessor